# Izgrev, Plevna
Izgrev (în bulgară Изгрев) este un sat în comuna Levski, regiunea Plevna,  Bulgaria. 

## Demografie
Componența etnică a satului Izgrev
     Turci (1,16%)
     Bulgari (60,69%)
     Romi (3,72%)
     Nicio identificare (34,41%)
La recensământul din 2011, populația satului Izgrev era de 430 locuitori. Din punct de vedere etnic, majoritatea locuitorilor (60,69%) erau bulgari, existând și minorități de romi (3,72%) și turci (1,16%). Pentru 34,41% din locuitori nu este cunoscută apartenența etnică.